# Freeride (sci)

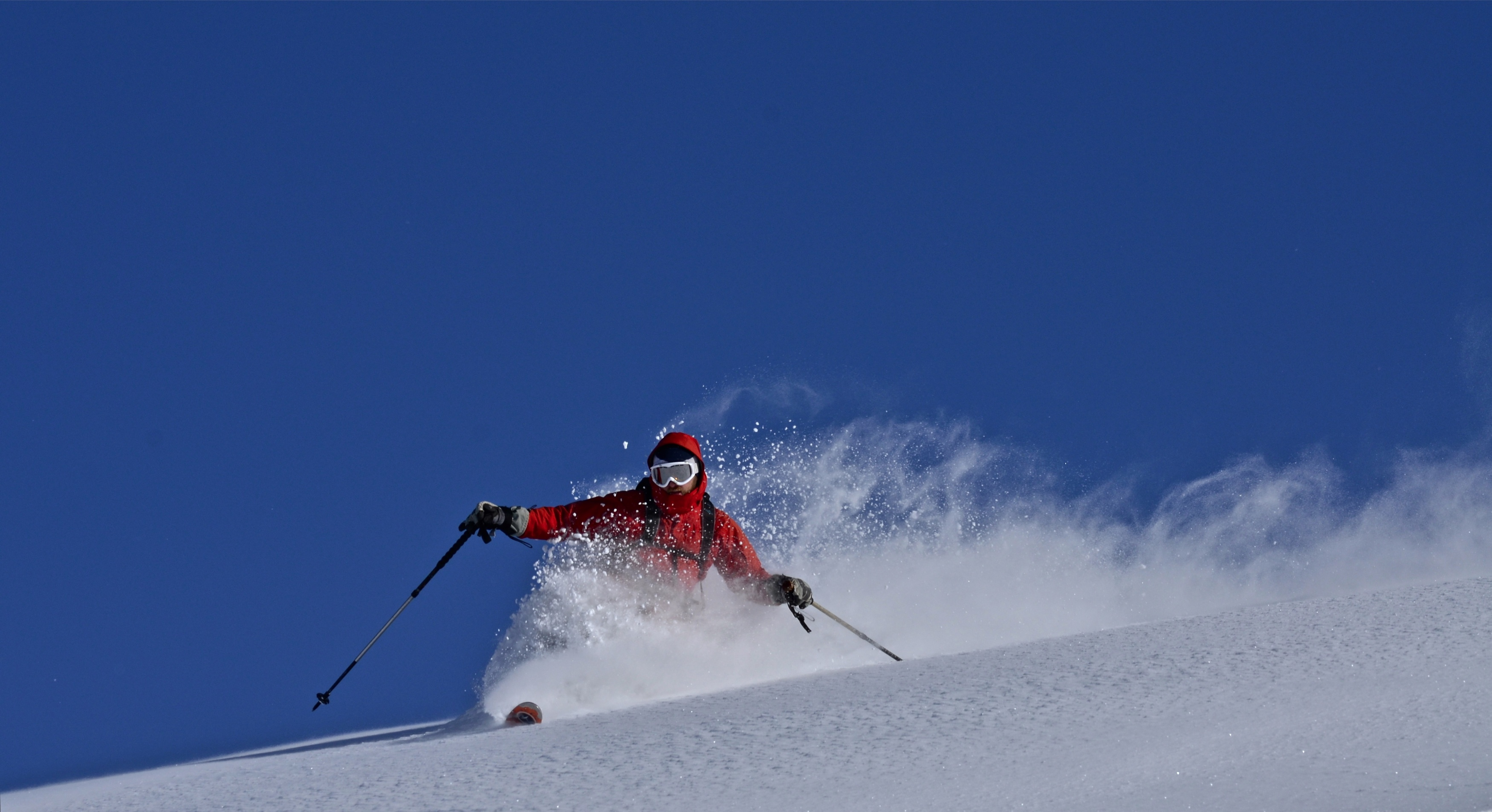
Freeride in telemark sui Pirenei.

Nello sci alpino, nello snowboard e nel telemark, con il termine freeride (in italiano "andare liberi") si indica l'attività fuoripista in neve fresca, avente scopo ludico e la ricerca del senso di libertà. Per la risalita si utilizzano gli impianti di risalita e a volte, per brevi tratti, le ciaspole, le pelli di foca oppure l'elicottero. È considerata una disciplina intermedia tra sci alpino e sci alpinismo avvicinandosi molto, in taluni casi, a quest'ultima per l'attività fuoripista e i rischi connessi. 
In Italia la pratica del "fuoripista" è stata regolamentata nella legge 363/2003.; ogni regione può inoltre imporre ulteriori sanzioni e divieti in particolari zone o periodi dell'anno.

## Descrizione

### Competizioni

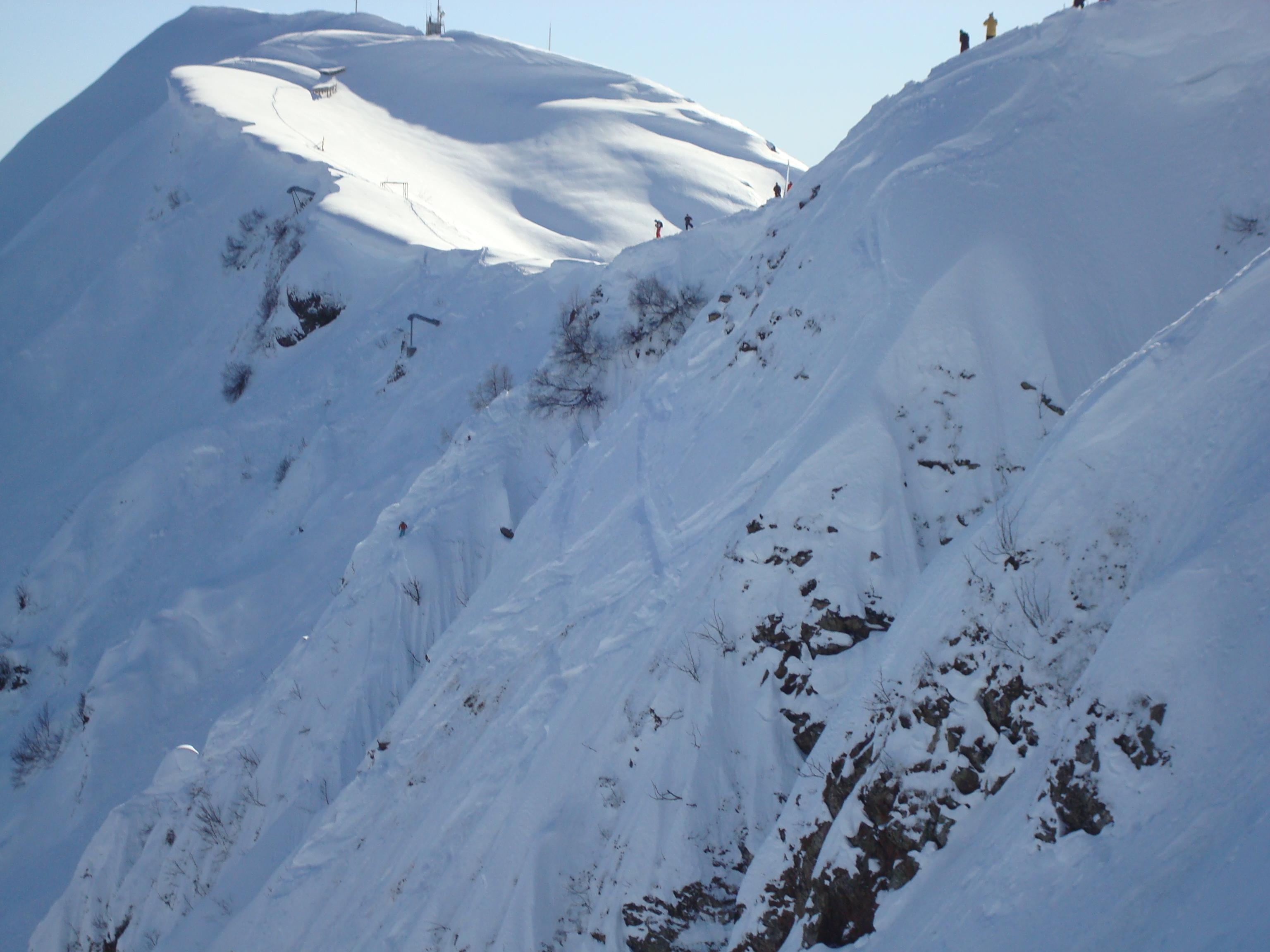
La partenza del pendio della gara di Krasnaja Poljana, del Freeride World Tour 2009.

Negli anni novanta sono nate negli Stati Uniti diverse competizioni professionistiche di freeride, non riconosciute da alcuna federazione sportiva afferente al CIO, alcune delle quali sono divenute un circuito mondiale.
Le gare si possono distinguere tra:
- gare a tempo (o derby): conta solo il tempo impiegato per scendere dalla partenza all'arrivo. Ne è esempio il "Derby de la Meije" presso La Grave.[6]
- gare big mountain: i concorrenti sono valutati anche per lo stile e la linea di discesa. Si svolgono su pendii ripidi e comportano salti di barriere rocciose. In questa categoria ricadono il World Extreme Skiing Championship (WESC), dal 1990,[7] e il più recente Freeride World Tour (FWT), con sci e snowboard, dal 2008.[8][9] Nel Freeride World Tour i concorrenti sono giudicati in base a cinque criteri: linea di discesa, salti e stile, fluidità, controllo e tecnica.[10]
- le nuove gare: si tratta di gare dove il giudizio è basato soprattutto sulle manovre aeree. Ne è esempio il "Red Bull Linecatcher".[11]

### Leggi e normative
- Legge 24 dicembre 2003, n. 363, in materia di "Norme in materia di sicurezza nella pratica degli sport invernali da discesa e da fondo."

## Galleria d'immagini

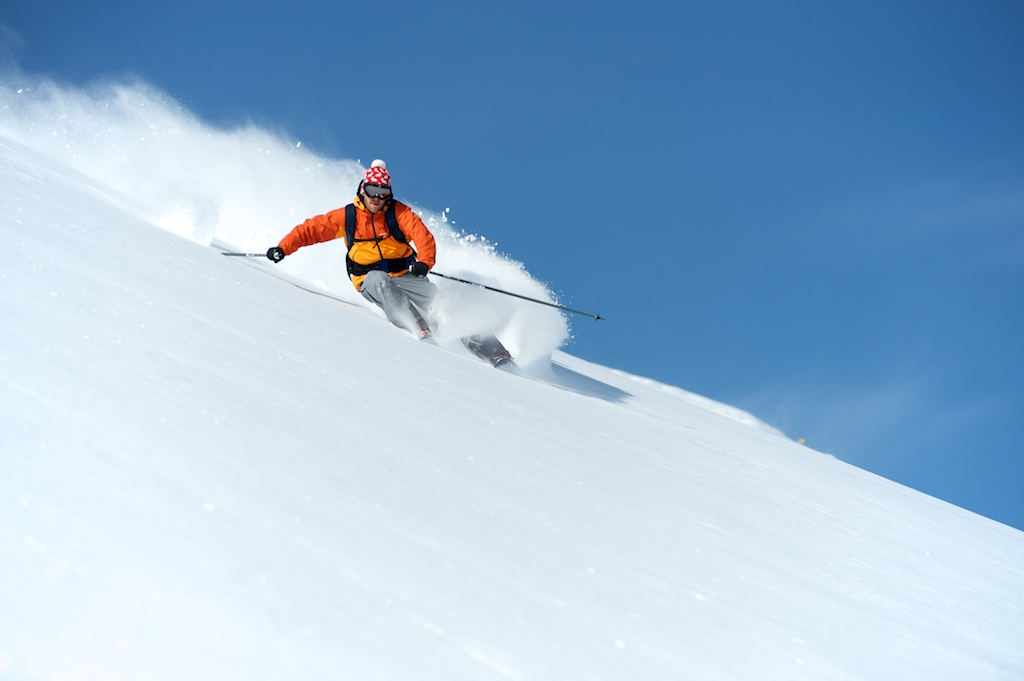
Freeride in sci
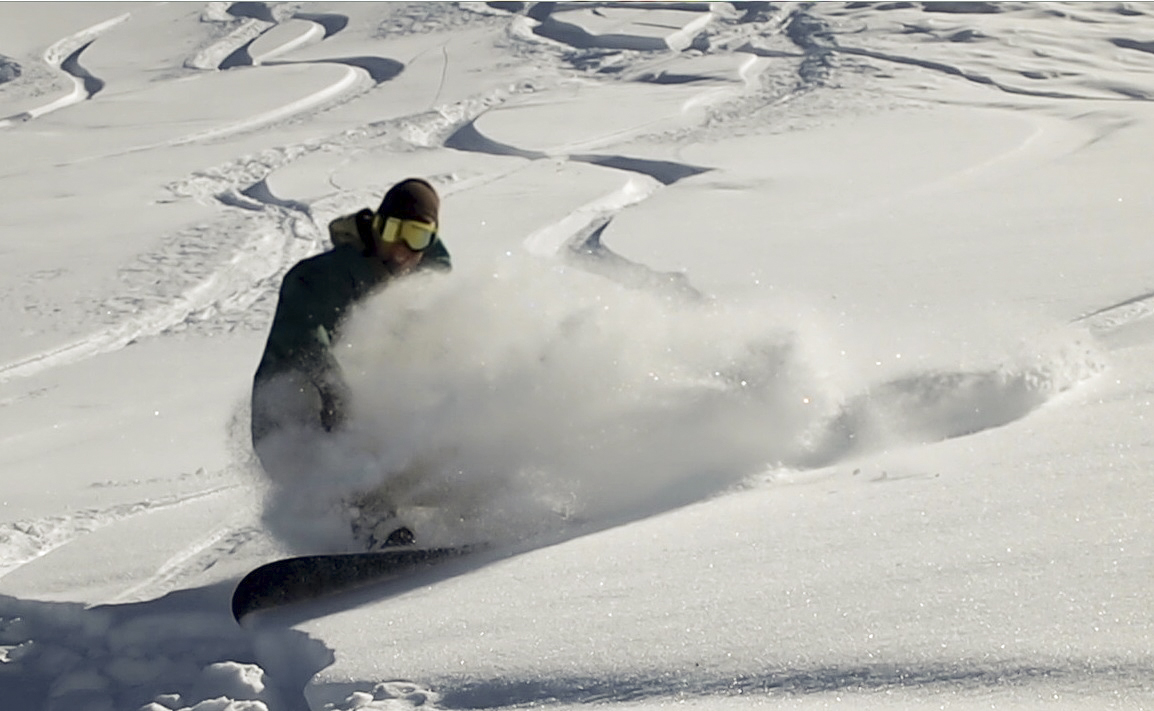
Freeride in snowboard
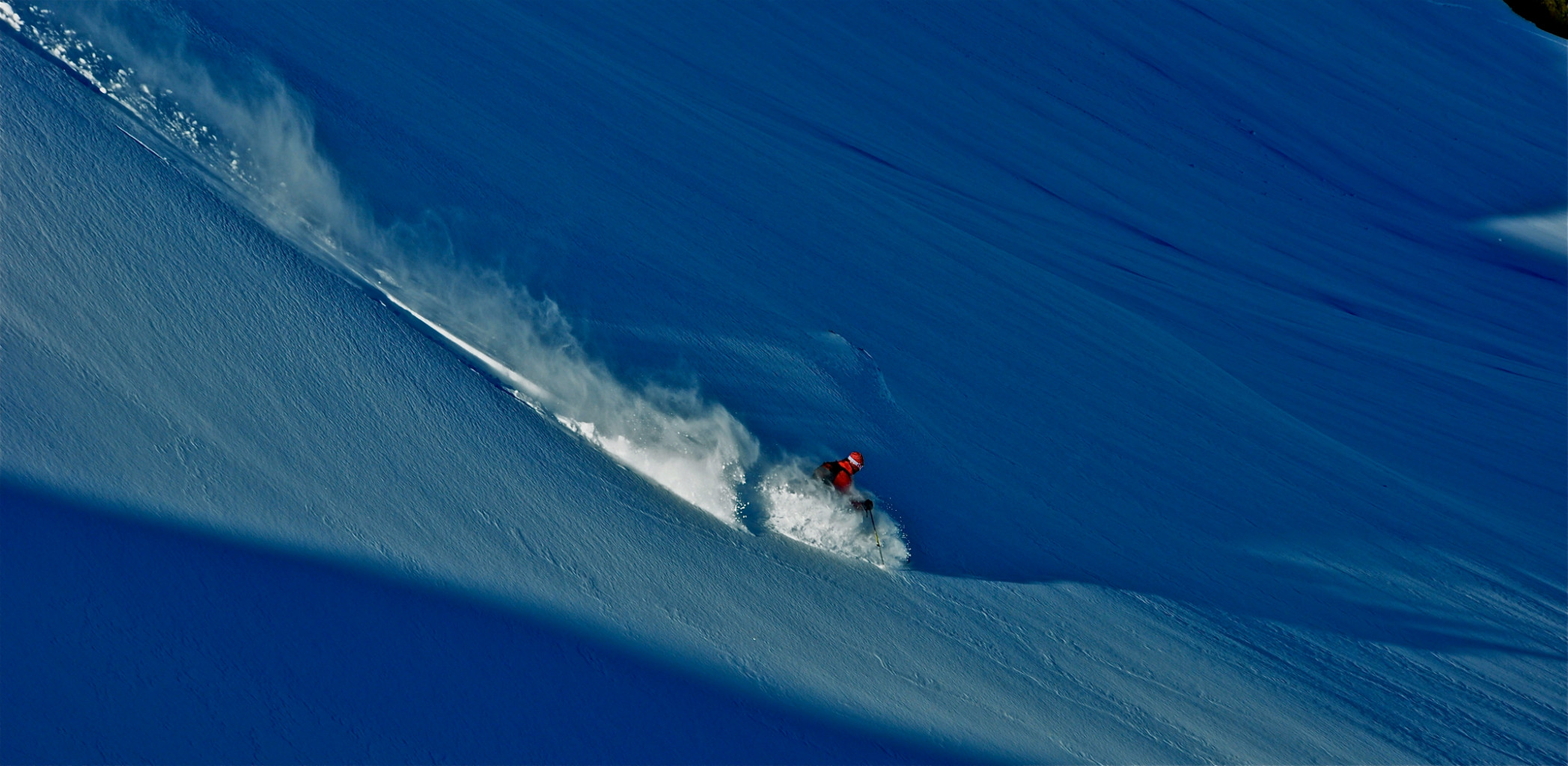
Freeride in telemark